# Notodoma rufulum
Notodoma rufulum är en skalbaggsart som beskrevs av Lewis 1892. Notodoma rufulum ingår i släktet Notodoma och familjen stumpbaggar. Inga underarter finns listade i Catalogue of Life.